# Нант (округ)
Нант (фр. Nantes) — округ (фр. Arrondissement) во Франции, один из округов в регионе Пеи-де-ла-Луар. Департамент округа — Атлантическая Луара. Супрефектура — Нант.
Население округа на 2019 год составляло 864 158 человек. Плотность населения составляет 441 чел./км². Площадь округа составляет 1959 км².

## Кантоны округа
Кантоны округа Нант (с 22 марта 2015 года)
- Блен (частично)
- Валле
- Верту
- Каркефу
- Клисон (частично)
- Ла-Шапель-сюр-Эрдр (частично)
- Машкуль-Сен-Мем (частично, до 24 февраля 2021 года назывался Машкуль)
- Нант-1
- Нант-2
- Нант-3
- Нант-4
- Нант-5
- Нант-6
- Нант-7
- Резе-1
- Резе-2
- Сен-Бревен-ле-Пен (частично)
- Сен-Себастьян-сюр-Луар
- Сен-Фильбер-де-Гран-Льё
- Сент-Эрблен-1
- Сент-Эрблен-2

Кантоны округа Нант (до 22 марта 2015 года)
- Буэй
- Валле
- Верту
- Верту-Виньобль
- Каркефу
- Клисон (частично)
- Ла-Шапель-сюр-Эрдр
- Ле-Лору-Ботро
- Ле-Пельрен
- Леже
- Машкуль
- Нант-1
- Нант-2
- Нант-3
- Нант-4
- Нант-5
- Нант-6
- Нант-7
- Нант-8
- Нант-9
- Нант-10
- Нант-11
- Орво
- Резе
- Сент-Этьен-де-Монлюк
- Сен-Фильбер-де-Гран-Льё
- Сент-Эрблен-Уэст-Эндр
- Сент-Эрблен-Эст
- Эгрефёй-сюр-Мен